# Gália (kommun)
Gália är en kommun i Brasilien.   Den ligger i delstaten São Paulo, i den södra delen av landet, 700 km söder om huvudstaden Brasília. Antalet invånare är 7 011.
Följande samhällen finns i Gália:
- Gália

Omgivningarna runt Gália är huvudsakligen savann. Runt Gália är det glesbefolkat, med 13 invånare per kvadratkilometer.